# گریت ایستون، اسکس
گریت ایستون (به انگلیسی: Great Easton) یک روستا و محله مدنی در بریتانیا است که در آتلزفورد واقع شده‌است. گریت ایستون ۱٬۰۳۵ نفر جمعیت دارد.